# De Invierno
De Invierno es el nombre de una variedad cultivar de manzano (Malus domestica). Esta manzana es originaria de Galicia, está cultivada en la colección de árboles frutales y banco de germoplasma de Mabegondo con el Nº 151; ejemplares procedentes de esquejes localizados en Santa María de Herbón, parroquia del municipio de Padrón (La Coruña).

## Sinónimos
- "Manzana De Invierno",[4][5]
- "Maceira De Invierno".

## Características
El manzano de la variedad 'De Invierno' tiene un vigor vigoroso. Tamaño grande y porte erguido.
Época de inicio de brotación a partir del 23 de abril y de floración a partir del 14 de mayo.
Las hojas tienen una longitud del limbo de tamaño largo, con la máxima anchura del limbo es ancha. Longitud de las estípulas es media y la máxima anchura de las estípulas es media. Denticulación del borde del limbo es serrado, con la forma del ápice del limbo mucronado y la forma de la base del limbo es obtuso. Con subestípulas presentes.
Sus flores tienen una longitud de los pétalos es larga, con una anchura de los pétalos ancha, disposición de los pétalos superpuestos entre sí, con una longitud del pedúnculo media.
La variedad de manzana 'De Invierno' tiene un fruto de tamaño medio, de forma intermedia-cónica, de color amarillo, con chapa lavada, e intensidad pálida. Epidermis de textura desigual, sin pruina en su superficie y con presencia de cera débil. Sensibilidad al "russeting" (pardeamiento áspero superficial que presentan algunas variedades) medianamente sensible. Con lenticelas de tamaño mediano.
Los sépalos están dispuestos de forma parcialmente replegados, y superpuestos en su base; su fosa calicina es profunda y de una anchura estrecha. Pedúnculo de grosor estrecho y de longitud largo, siendo la cavidad peduncular de una profundidad media y de anchura estrecha. Con pulpa de color amarilla, cuya firmeza es intermedia y su textura intermedia; su jugosidad es intermedia, con sabor de acidez débil, y aromática.
Época de maduración y recolección desde el 27 de septiembre. 'De Invierno' es una manzana que su destino es la conservación de esta variedad en el banco de germoplasma de Mabegondo como reserva genética.

## Susceptibilidades
- Oidio: ataque débil
- Moteado: no presenta
- Raíces aéreas: ataque medio
- Momificado: no presenta
- Pulgón lanígero: ataque débil
- Pulgón verde: ataque fuerte
- Araña roja: no presenta
- Chancro del manzano: no presenta.[3]